# Duluth (Geòrgia)
Duluth és una població dels Estats Units a l'estat de Geòrgia. Segons el cens del 2000 tenia 22.122 habitants.

## Demografia
Segons el cens del 2000, Duluth tenia 22.122 habitants, 8.735 habitatges, i 5.642 famílies. La densitat de població era de 969,5 habitants/km².
Dels 8.735 habitatges en un 35,4% hi vivien nens de menys de 18 anys, en un 50,8% hi vivien parelles casades, en un 10,6% dones solteres, i en un 35,4% no eren unitats familiars. En el 27,2% dels habitatges hi vivien persones soles el 2,9% de les quals corresponia a persones de 65 anys o més que vivien soles. El nombre mitjà de persones vivint en cada habitatge era de 2,53 i el nombre mitjà de persones que vivien en cada família era de 3,10.
Cap de les famílies estaven per davall del llindar de pobresa.

## Poblacions properes
El següent diagrama mostra les poblacions més properes.

## Personatges il·lustres
- Matty B (2003), cantant